# UFC on Fuel TV: Barão vs. McDonald
O UFC on Fuel TV: Barão vs. McDonald, UFC on Fuel TV 7 ou até mesmo UFC Londres foi um evento de artes marciais mistas promovido pelo UFC que aconteceu no dia 16 de fevereiro de 2013 no Wembley Arena em Londres, Inglaterra. E foi transmitido pelo canal por assinatura americano Fuel TV.
O evento aconteceu no dia 16 de Fevereiro de 2013 na Wembley Arena em Londres, Inglaterra. Esta foi a sexta vez que Londres sediou um evento do UFC. 
De acordo site de estatísticas oficial do UFC, o "FightMetric", esse evento entrou para a história da organização como o mais longo de todos os tempos. As 12 lutas deste evento duraram ao todo 2h48m39s.

## Background
Em 6 de Dezembro de 2012 foi anunciado que Renan Barão colocaria em jogo o Cinturão Interino dos Galos contra Michael McDonald. 
Em 13 de Dezembro de 2012 foi anunciado que o co-main event seria entre Dennis Siver e Cub Swanson. Porém Siver foi retirado da luta por motivos não divulgados e foi substituído por Dustin Poirier.
Justin Edwards era esperado para enfretnar Gunnar Nelson no evento, porém Edwards foi obrigado a se retirar da luta devido a uma lesão e foi substituído por Jorge Santiago.

## Card Oficial
Nota 1 Pelo Cinturão Interino dos Galos do UFC.

Nota 2 Originalmente, vitória de Riddle por decisão dividida, mas testou positivo para substâncias proibidas e o resultado foi alterado.

## Bônus da Noite
- Luta da Noite (Fight of the Night):  Tom Watson vs.  Stanislav Nedkov
- Nocaute da Noite (Knockout of the Night):  Tom Watson
- Finalização da Noite (Submission of the Night):  Renan Barão[8]